# Félix d'Aquitaine
Pour les articles homonymes, voir Félix.
Félix est duc d’Aquitaine et de Vasconie de 660 à 670.

## Présentation